# 49 Geminorum
49 Geminorum är en vit stjärna i stjärnbilden Tvillingarna.
49 Geminorum har visuell magnitud +7,05 och kräver fältkikare för att kunna observeras. Den befinner sig på ett avstånd av ungefär 985 ljusår.